# Saint-Évarzec
Saint-Évarzec é uma comuna francesa na região administrativa da Bretanha, no departamento Finisterra. Estende-se por uma área de 24,72 km². Em 2010 a comuna tinha 3 629 habitantes (densidade: 146,8 hab./km²).